# El Mostafa Ramid
El Mostafa Ramid (en arabe : المصطفى رميد), né le 1er janvier 1959 à Douar Oulad Si Bouyahia (cercle de Sidi Bennour dans la province d'El Jadida), est un avocat et homme politique marocain, affilié au Parti de la justice et du développement (PJD).
Le 3 janvier 2012, il est nommé ministre de la Justice et des Libertés dans le gouvernement Benkiran I, fonction qu'il conserve dans le gouvernement Benkiran II. Il est ensuite ministre d’État chargé des Droits de l'Homme, à partir d'avril 2017.

## Biographie

### Vie familiale
El Mostafa Ramid naît le 1er janvier 1959 à Douar Oulad Si Bouyahia (cercle de Sidi Bennour dans la province d'El Jadida)[réf. nécessaire]. Il est marié et légalement bigame.

### Parcours
En 1973, El Mostafa Ramid rejoint la Chabiba islamiya d'Abdelkrim Moutiî. En 1980, il obtient une licence de droit à l'université Hassan II de Casablanca. En 1990, il rejoint la ligue de l'avenir islamique.
Il posséderait environ 10 % des actions d'une école privée.[réf. nécessaire]
Parcours politique
En 1997, El Mostafa Ramid est élu député du Mouvement populaire démocratique et constitutionnel (MPCD) qui deviendra en 1998 le Parti de la justice et du développement (PJD).
Lors des élections parlementaires de 2002 au Maroc, il est réélu député du PJD à Casablanca.
En octobre 2003, à la suite des menaces de Fouad Ali El Himma, la direction du PJD l'écarte du poste de Chef du groupe parlementaire du parti.
En 2005, il appelle à une réforme de la Constitution marocaine : « Ceux qui nous gouvernent ne sont certainement pas les partis ou le gouvernement. Un parti qui se respecte doit, dans un premier temps, chercher par tous les moyens à réformer la constitution ».
Lors des élections parlementaires de 2007 au Maroc, il est élu député à la préfecture Aïn Chok à Casablanca.
En octobre 2007, il déclare dans une interview : « Il est inacceptable que le roi s'affiche en public avec Fouad Ali El Himma ».
Il est un des avocats du journaliste Rachid Niny, détenu depuis le 28 avril 2011 pour « atteinte à la sécurité du pays et des citoyens », après la publication d'un article où il mettait en cause le directeur des services de renseignements marocain au sujet de l'existence d'un camp de détention et de torture secret basé dans la région de Témara.

### Ministre de la Justice du Maroc
En mai 2012, Mohamed Taïeb Naciri, avocat du roi et ministre de la Justice meurt. 
Le 3 janvier 2012, Mustapha Ramid est nommé ministre de la Justice et des libertés le 3 janvier 2012 par le roi sur proposition du chef de gouvernement Abdel-Ilah Benkiran. 
Sa fille Zineb Ramid rejoint le cabinet de Hicham Naciri, fils de Mohamed Taïeb Naciri et avocat personnel du roi . 
En 2012, lors de la visite à une école coranique de Marrakech, il déclare : « Des gens du monde entier viennent pour passer beaucoup de temps à commettre des péchés et s'éloigner de Dieu » déclaration qui déclenche une polémique dans le pays,.
Ses rapports avec la salafia Jihadia sont toujours restés ambigus. En 2012, il revendique un rôle dans l’affaire des grâces royales ayant conduit à la libération des salafistes Abou Hafs, Kettani, Haddouchi. Commentant cette affaire, il confiera aux journalistes: «Oui, j’y suis pour quelque chose. Ce sont des dossiers que je connais bien. Certains ne méritaient pas de rester en prison».
En 2013, éclate l'affaire Daniel Galvan Viña. Un pédophile espagnol ayant violé des enfants marocains est gracié par le roi du Maroc. Des milliers de Marocains protestent dans les rues et plusieurs sont victimes de violences policières. Le ministre Mustapha Ramid demande l'ouverture d'une enquête[réf. nécessaire]. 
En 2015, alors qu'il pilote la réforme du Code pénal afin de le rendre conforme à la Constitution et aux différentes convention internationales ratifiées par le Maroc, il confirme que ce dernier pénalisera le sexe hors-mariage et le déjeuner public pendant Ramadan. 
Le 30 janvier 2015 à Paris, il négocie avec son homologue française Christiane Taubira, le rétablissement de la coopération judiciaire entre la France et le Maroc, à la suite de près d'une année de froid diplomatique entre les deux pays et obtient que les poursuites contre des officiels marocains soient instruites au Maroc, permettant une impunité quasi-totale pour le pouvoir marocain en France.

### Homophobie
Le 7 juillet 2015, lors d'une interview sur la radio Chada FM, il conseille aux homosexuels de changer de sexe pour éviter les problèmes. En septembre 2017, alors qu'il est interrogé par un journaliste sur le rejet des recommandations de l'ONU relatives à la décriminalisation de l’homosexualité par le Maroc, il répond : « trop c'est trop. Tout le monde donne de l'importance à cette homosexualité et veut en parler. Ces gens-là sont des détritus »,, et s'attire les foudres d'associations marocaines. Il persiste quelques jours plus tard, qualifiant l'homosexualité de « déviance sexuelle » et affirmant qu'elle « reste un crime puni par la loi marocaine et est de surcroît non-acceptable par notre société ».